# Vlasť
VLASŤ (česky Vlast, předchozí názvy: 28. listopadu 2011 – 13. prosince 2011 DNES, 13. prosince 2011 – 27. září 2013 Občianska strana DNES, 27. září 2013 – 24. června 2019 Strana občianskej ľavice, zkratka SOĽ) byla mimoparlamentní politická strana působící na Slovensku.

## Historie
Jako právnická osoba byla strana zaregistrována Ministerstvem vnitra Slovenské republiky dne 28. listopadu 2011.
Na tiskové konferenci 1. října 2019 oznámil bývalý ministr spravedlnosti (nominant Lidové strany – Hnutí za demokratické Slovensko) a soudce Nejvyššího soudu Štefan Harabin, neúspěšný kandidát v prezidentských volbách 2019, že bude kandidovat v parlamentních volbách 2020 jako lídr politické strany VLASŤ. Možná spolupráce by byla se stranami ĽSNS, SNS, SMER-SD a zřejmě i Sme rodina.

## Někteří členové strany
- Štefan Harabin
- Roman Michelko
- Anna Žatková
- Igor Čombor

## Volební výsledky

### Národní rada SR
| Rok  | Počet hlasů | %     | Mandáty |
| ---- | ----------- | ----- | ------- |
| 2020 | 84 507      | 2,93% | 0/150   |

### Obecní zastupitelstva
| Rok  | Zastupitelé | Počet starostů |
| ---- | ----------- | -------------- |
| 2018 | 2/2904      | 18/20646       |